# Liste der Baudenkmäler in Nittendorf
Auf dieser Seite sind die Baudenkmäler in dem Oberpfälzer Markt Nittendorf zusammengestellt. Diese Tabelle ist eine Teilliste der Liste der Baudenkmäler in Bayern. Grundlage ist die Bayerische Denkmalliste, die auf Basis des Bayerischen Denkmalschutzgesetzes vom 1. Oktober 1973 erstmals erstellt wurde und seither durch das Bayerische Landesamt für Denkmalpflege geführt wird. Die folgenden Angaben ersetzen nicht die rechtsverbindliche Auskunft der Denkmalschutzbehörde.

## Baudenkmäler nach Ortsteilen

### Nittendorf
| Lage                     | Objekt                                | Beschreibung | Akten-Nr.    | Bild           |
| ------------------------ | ------------------------------------- | --- | ------------ | -------------- |
| Kirchstraße 3 (Standort) | Katholische Pfarrkirche St. Katharina | Saalbau mit Satteldach, um 1730, und gotischem Ostturm mit Spitzdach; mit Ausstattung; Friedhofsmauer, 18. Jahrhundert. | D-3-75-175-1 | weitere Bilder |

### Eichhofen
| Lage                                  | Objekt        | Beschreibung | Akten-Nr.    | Bild           |
| ------------------------------------- | ------------- | --- | ------------ | -------------- |
| Von-Rosenbusch-Straße 3 (Standort)    | Allianzwappen | Barock, Sandstein, bezeichnet mit „1692“. | D-3-75-175-2 | Allianzwappen  |
| Von-Rosenbusch-Straße 8; 3 (Standort) | Schloss       | Dreigeschossiger und traufständiger Satteldachbau mit Treppengiebel, Eckerkern, Renaissanceportal und westlichem Flügel, um 1580, Umbau um 1720/30, Fassaden 1866 von Ludwig Foltz, 1939 purifizierende Sanierung; Gartenmauer, teilweise mit Zinnen und Straßenportal, neugotisch, um 1866 wohl von Ludwig Foltz. | D-3-75-175-3 | weitere Bilder |

### Etterzhausen
| Lage                                     | Objekt                                     | Beschreibung | Akten-Nr.     | Bild                                       |
| ---------------------------------------- | ------------------------------------------ | --- | ------------- | ------------------------------------------ |
| Amberger Straße 6; Wagnerberg (Standort) | Ehemaliges Schloss                         | Zweigeschossiger, gegliederter Walmdachbau mit Mittelrisalit mit gerundeten Ecken und Kutscheneinfahrt, Turm mit Kuppel, rückseitig Zwerchflügel mit Altane, im Kern 1590, Wiederaufbau nach Dreißigjährigem Krieg, Instandsetzung 1769, Umbau in klassizistischen Formen 1799 wohl durch Joseph Sorg; Landschaftsgarten mit Resten von Möblierung, Einfriedung mit Pfosten und Gusseisenzaun, und Gartenmauer, 18./19. Jahrhundert, mit Inschriftstein, bezeichnet mit „1696“; zugehöriger Keller im Hang gegenüber, 18./19. Jahrhundert oder älter. | D-3-75-175-5  | weitere Bilder                             |
| Bahnhofstraße 5, 7, 9, 11 (Standort)     | Bahnhof                                    | Dreiteilige, symmetrische Anlage aus dreigeschossigem Empfangsgebäude, Flachsatteldachbau mit Mittelrisalit und Werksteingliederungen, zwei zweigeschossigen Nebengebäuden mit Flachsatteldächern und Werksteingliederungen und gusseisernen Bahnsteighalle, bezeichnet mit „1872“ von I. W. Spaeth, Inbetriebnahme 1873. | D-3-75-175-23 | weitere Bilder                             |
| Bischof-Rudolf-Straße 6 (Standort)       | Ehemaliges Schulhaus                       | zweigeschossiger, verputzter Massivbau mit Satteldach, Umbau und Aufstockung 1868, Erdgeschoss im Kern und Kellergewölbe von ehemaligem Hafnerhaus erhalten, 17./18. Jahrhundert | D-3-75-175-33 | BW                                         |
| Fallwiese; An der Schleuse 1 (Standort)  | Kammerschleuse mit gemauerten Seitenwänden | Zugehöriger Kanal; 1835/36; Schleusenwärterhaus, eingeschossiger und traufständiger Satteldachbau mit Dachüberstand, um 1900. | D-3-75-175-28 | Kammerschleuse mit gemauerten Seitenwänden |
| Kirchbergstraße 9 (Standort)             | Katholische Expositurkirche St. Michael    | Gestelzter Saalbau mit abgewalmtem Satteldach, Flankenturm mit Spitzdach, 1937/38 von Franz Günthner; mit Ausstattung. | D-3-75-175-6  | weitere Bilder                             |
| Nürnberger Straße 13, 13 a (Standort)    | Ehemalige Schlossökonomie                  | Dreiflügelanlage, im Ostflügel Wohnhaus, zweigeschossiger und traufständiger Halbwalmdachbau mit Putzgliederungen, seitlich Wirtschaftsflügel mit Walmdach, korbbogigen Toren und Aufzugsgaube, Mitte 18. Jahrhundert; ehemalige Schlossbrauerei, zweigeschossiger Halbwalmdachbau mit Putzgliederungen, rundbogigen Öffnungen und rückwärtigen Anbauten, zweites Viertel 19. Jahrhundert. | D-3-75-175-8  | weitere Bilder                             |
| Nürnberger Straße 15; 13 (Standort)      | Ehemalige Brauereigaststätte               | Zweigeschossiger und giebelständiger Satteldachbau mit Kniestock und Dachüberstand; Nebengebäude, zweigeschossiger Halbwalmdachbau mit Fachwerkobergeschoss und Ziegelausfachung, Aufzugsbauen und Perrondach; um 1880. | D-3-75-175-9  | weitere Bilder                             |
| Nürnberger Straße 17 (Standort)          | Gasthof                                    | Zweigeschossiger und traufständiger Halbwalmdachbau mit rundbogigem Portal, zweite Hälfte 19. Jahrhundert. | D-3-75-175-10 | Gasthof                                    |
| St.-Wolfgangsgasse 6 (Standort)          | Kirche St. Wolfgang                        | Saalbau mit eingezogenem Chor und verschindeltem Fassadendachreiter mit Zeltdach, romanisch, 12. Jahrhundert; mit Ausstattung. | D-3-75-175-11 | Kirche St. Wolfgang                        |

### Haugenried
| Lage                | Objekt                               | Beschreibung                                                       | Akten-Nr.     | Bild           |
| ------------------- | ------------------------------------ | ------------------------------------------------------------------ | ------------- | -------------- |
| Höhäcker (Standort) | Katholische Nebenkirche St. Nikolaus | Chorturmkirche, romanisch, Mitte 12. Jahrhundert; mit Ausstattung. | D-3-75-175-12 | weitere Bilder |

### Haus Werdenfels
| Lage                  | Objekt          | Beschreibung | Akten-Nr.    | Bild           |
| --------------------- | --------------- | --- | ------------ | -------------- |
| Waldweg 15 (Standort) | Haus Werdenfels | Zwei- bis dreigeschossiger Flachsatteldachbau mit Blockbau-Kniestock, Eckerker, Altane und Zwerchflügel, verschiefert, Werdenfelser Stil, 1906, seit 1934 Diözesanexerzitienhaus; Waldkapelle, Satteldachbau, mit Werdenfelser Madonna, 1935. | D-3-75-175-4 | weitere Bilder |

### Loch
| Lage                      | Objekt                                | Beschreibung | Akten-Nr.     | Bild           |
| ------------------------- | ------------------------------------- | --- | ------------- | -------------- |
| Schwarze Laber (Standort) | Fußgängersteg über die Schwarze Laber | Leichtbau-Behelfssteg auf niedrigen Betonwiderlagern aus ehemaligem militärischem Brückengerät aus dem Zweiten Weltkrieg zweitverwendet, vierteilige, gesteckte, durch Bolzen verbundene Trägerkonstruktion aus Stahl, nachträglich verschweißtes Geländer und Trittbleche, um 1947 | D-3-75-175-32 | BW             |
| Schwarzholz (Standort)    | Burgruine                             | Höhlenburg mit Resten der Außenmauern und Bergfried mit Erker, wohl zweite Hälfte 14. Jahrhundert. | D-3-75-175-13 | weitere Bilder |

### Penk
| Lage                         | Objekt                               | Beschreibung | Akten-Nr.     | Bild                  |
| ---------------------------- | ------------------------------------ | --- | ------------- | --------------------- |
| Löweneckstraße 9 (Standort)  | Ehemaliges Bauernhaus                | Zweigeschossiger und traufständiger Halbwalmdachbau, um 1800. | D-3-75-175-14 | Ehemaliges Bauernhaus |
| Löweneckstraße 11 (Standort) | Katholische Nebenkirche St. Leonhard | Chorturmkirche, Bruchsteinmauerwerk mit Buckelquadern, ottonisches Langhaus, rechteckiger Saalbau mit Satteldach, um 1000, Chorturm mit Pyramidendach, 1422/23 (dendrochronologisch datiert); mit Ausstattung. | D-3-75-175-15 | weitere Bilder        |
| Löweneckstraße 13 (Standort) | Bauernhaus                           | Eingeschossiger und giebelständiger Krüppelwalmdachbau, erste Hälfte 19. Jahrhundert. | D-3-75-175-16 | Bauernhaus            |

### Pollenried
| Lage                             | Objekt                            | Beschreibung | Akten-Nr.     | Bild                              |
| -------------------------------- | --------------------------------- | --- | ------------- | --------------------------------- |
| Deuerlinger Straße 40 (Standort) | Katholische Dorfkapelle St. Maria | Saalbau mit eingezogener Apsis und verblechtem Dachreiter mit Spitzdach, neugotisch, bezeichnet mit „1842“; mit Ausstattung. | D-3-75-175-17 | Katholische Dorfkapelle St. Maria |
| Kohlstatt (Standort)             | Steinkreuz                        | Form des Eisernen Kreuzes mit Wagenrad, Kalkstein, wohl spätmittelalterlich.                                                 | D-3-75-175-26 | Steinkreuz                        |

### Schönhofen
| Lage                                          | Objekt                                        | Beschreibung | Akten-Nr.     | Bild                                |
| --------------------------------------------- | --------------------------------------------- | --- | ------------- | ----------------------------------- |
| Alpinenstraße 7 (Standort)                    | Wohnhaus, sogenanntes Staimerhaus             | Zweigeschossiger und giebelständiger Satteldachbau mit Buckelquadern, 18./19. Jahrhundert, im Kern um 1200; ehemals zum alten Herrensitz gehörig. | D-3-75-175-24 | Wohnhaus, sogenanntes Staimerhaus   |
| Alpinenstraße 9 (Standort)                    | Katholische Filialkirche St. Johannes Baptist | Saalbau mit Satteldach und Westturm mit Spitzdach, 16. Jahrhundert; mit Ausstattung.                                                              | D-3-75-175-18 | weitere Bilder                      |
| Nähe Schloßstraße; Schloßstraße 12 (Standort) | Felsenkelleranlage des ehemaligen Schlosses   | Abgewinkelt, mit gemauerten Tonnengewölben, 16.–18. Jahrhundert.                                                                                  | D-3-75-175-19 | weitere Bilder                      |
| Schwarze Laber (Standort)                     | Figur des heiligen Johannes Nepomuk           | Bezeichnet mit „1732“, erneuert 1832. | D-3-75-175-20 | Figur des heiligen Johannes Nepomuk |

### Thumhausen
| Lage                             | Objekt                                             | Beschreibung                                                                    | Akten-Nr.     | Bild           |
| -------------------------------- | -------------------------------------------------- | ------------------------------------------------------------------------------- | ------------- | -------------- |
| Haugenrieder Straße 2 (Standort) | Katholische Filialkirche Schmerzhafte Muttergottes | Saalbau mit Satteldach und Flankenturm mit Zwiebelhaube, 1715; mit Ausstattung. | D-3-75-175-21 | weitere Bilder |

### Undorf
| Lage                             | Objekt                             | Beschreibung                                                                                            | Akten-Nr.     | Bild           |
| -------------------------------- | ---------------------------------- | --- | ------------- | -------------- |
| Josef-Jobst-Straße 21 (Standort) | Katholische Pfarrkirche St. Joseph | Saalbau mit abgewalmtem Satteldach, Flankenturm und Vorzeichen, bezeichnet mit „1934“; mit Ausstattung. | D-3-75-175-22 | weitere Bilder |

### Untereinbuch
| Lage                      | Objekt                 | Beschreibung | Akten-Nr.     | Bild |
| ------------------------- | ---------------------- | --- | ------------- | ---- |
| Untereinbuch 1 (Standort) | Ehemalige Glasschleife | zweigeschossiger und traufständiger Satteldachbau mit Eingangsvorbau, 1832, Umbau in eine Pappfabrik, um 1900; Schreinerei, eingeschossiger Pultdachbau mit Schornstein, um 1900; Trockenstadel, dreigeschossiger Flachdachbau in Fachkonstruktion, um 1900; Reste der Schienenstränge, 1938; Pferdestall, traufständiger Satteldachbau mit böhmischem Kappengewölbe, 2. Viertel 19. Jahrhundert; Gipserhäuschen, eingeschossiger und giebelständiger Satteldachbau, mit Brennofen, um 1900; Brunnen, gemauerter Schacht mit Blechdach, um 1900 | D-3-75-175-29 | BW   |